# حلاقة العين
حلاقة العين هي ممارسة تقليدية نادرة تُمارس أساسًا في مدينة تشنغدو بالصين. تتضمن استخدام شفرة معدنية لحك كرة العين والجفون، بهدف تجديد النشاط في العينين وتعزيز وضوح الرؤية.

## الطريقة
تبدأ عملية حلاقة العين عادةً عندما يقوم الممارس بفتح الجفون باستخدام أصابعه. ثم تُمرر الشفرة المعدنية برفق ذهابًا وإيابًا عبر الجفن وكرة العين. قد يستخدم بعض الممارسين قضيبًا صغيرًا لتحريك الجفن العلوي لتنظيف المنطقة بشكل أكبر. حيث تستغرق العملية بالكامل حوالي خمس دقائق. ووفقًا لما ذكره كوي تشاو، طبيب العيون في تشنغدو، فإن هذه التقنية تساهم في تنظيف الغدد الدهنية المرطبة الموجودة على طول حافة الجفن. حيث تم توثيق هذه الممارسة لأكثر من ستين عامًا، وكان يُعتقد أنها تساعد في علاج التراخوما. ويُقال إن هذه التقليد قد تم التخلص منه تدريجيًا. حيث أن معظم الأشخاص الذين يخضعون لحلاقة العين هم من الجيل الأكبر سنًا، الذين استخدموا هذه الطريقة للعناية بعينهم لعقود.

## المخاطر
ينصح أطباء العيون بشدة بتجنب حلاقة العين، حيث يلاحظون أنه على الرغم من أن فتح غدد ميبوما قد يخفف من أعراض حالات مثل متلازمة جفاف العين والتهاب الجفن، إلا أن هناك بدائل أكثر أمانًا. تشمل المخاطر المحتملة لحلاقة العين التمزقات الناتجة عن الشفرة المعدنية، وزيادة خطر الإصابة بالعدوى بسبب بيئة غير معقمة، وإمكانية حدوث أضرار طويلة المدى نتيجة تقنيات غير صحيحة.